# Cercopagis pengoi
Cercopagis pengoi é uma espécie de crustáceo cladócero planctônico que é nativo nas franjas salobras do Mar Negro e do Mar Cáspio. Nas últimas décadas, espalhou-se como uma espécie invasora para alguns cursos de água e reservatórios de água doce da Europa Oriental e para o mar Báltico salobro. Além disso, foi introduzido na água de lastro para os Grandes Lagos da América do Norte e vários lagos adjacentes, e tornou-se uma praga classificada entre as 100 piores espécies invasoras do mundo.
C. pengoi é um cladócero predador e, portanto, competidor de outros invertebrados planctívoros e peixes menores. Por outro lado, forneceu uma nova fonte de alimento para peixes planctívoros. Também é um incômodo para a pesca, pois tende a entupir as redes e as artes de pesca.

## Descrição
O comprimento do corpo de C. pengoi é de 1-3 milímetros, mas com a cauda incluída, eles variam de 6 a 13 milímetros. O tamanho varia com a localização, sendo os maiores são encontrados no Mar Báltico (tamanho médio do corpo 2 milímetros) e os menores no Lago Ontário (tamanho médio 1,4 milímetros). Possui três pares de farpas e um laço característico no final da cauda.

## Ecologia
C. pengoi é euritérmico e eurialino, sendo capaz de tolerar uma ampla faixa de temperatura e salinidade. É uma espécie pelágica, encontrada em maior abundância mais longe da costa e do fundo. É um alimentador generalista que se alimenta de várias espécies tanto no micro como no mesozooplâncton (ou seja, cladóceros, copépodes, rotíferos). O tamanho da presa varia de seu próprio tamanho corporal a dezessete vezes menor. A presa é capturada pelos toracópodes I, depois retida pelos toracópodes II-IV, e esmagada pela cutícula pelas mandíbulas. Ao fim, C. pengoi suga o conteúdo do corpo da presa.
C. pengoi se reproduzem assexuadamente durante o verão, o que produz um rápido aumento na população. Quando as condições são inóspitas, C. pengoi se reproduz sexualmente, produzindo ovos em repouso que podem passar o inverno e repovoar o lago rapidamente na primavera. Os ovos em repouso podem resistir à dessecação (secura extrema), liofilização e ingestão por peixes.

## Espécie invasiva
A C. pengoi foi trazida para os Grandes Lagos Americanos em água de lastro de navio do Mar Negro. Foi encontrada no Lago Ontário (1998), no Lago Erie (2002), no Lago Huron (2002), no Lago Michigão (1999) e os Finger Lakes de Nova Iorque (Canandaigua, Cayuga, Keuka, Cross, Otisco, Owasco e Lagos Seneca.  A espécie é transportada em poços vivos, água de isca e cordas de pesca recreativa e passeios de barco.  Os amplos níveis de tolerância e capacidade de reprodução sexual e assexuada do C. pengoi o tornam um invasor muito bem-sucedido. A reprodução assexuada permite o rápido crescimento populacional e, em seguida, os ovos em repouso que são produzidos sexualmente podem grudar em barcos e equipamentos de pesca e dispersos em novos corpos de água.
No Mar Báltico e nos Grandes Lagos, peixes planctívoros e misidáceos são predadores de C. pengoi, o que implica que se tornou possívelmente uma nova fonte de alimento. C. pengoi compete diretamente com zooplanctívoros nativos como alewife e rainbow smelt. Além disso, C. pengoi tem uma espinha longa que impede alguns peixes planctívoros de consumi-los. 

### Estratégias de controle
Não há nenhum método conhecido de erradicação ou controle para C. pengoi. Conter a disseminação para novas áreas é a única forma de gestão. Regulamentos e conscientização mais rigorosos sobre a água de lastro impediriam a propagação. A invasão dos Grandes Lagos por C. pengoi ocorreu depois que os Estados Unidos aprovaram um regulamento exigindo que os navios trocassem água de lastro de água doce com água do oceano para matar invasores em potencial.
Localmente, a disseminação de C. pengoi pode ser limitada apenas liberando a isca ou a água da isca no corpo d'água onde a isca foi originalmente coletada. Os proprietários de barcos devem lavar seus barcos e equipamentos com alta pressão e água quente (acima de 40 °C) para limitar a propagação de C. pengoi adulto. Alternativamente, os barcos e equipamentos devem secar por pelo menos cinco dias antes de serem movidos para outro corpo de água. 